# Neutrino
In fisica delle particelle il neutrino è una particella subatomica elementare di massa piccolissima e carica elettrica nulla, appartenente al gruppo dei leptoni e alla famiglia dei fermioni. Possiede elicità uguale a -1 (elicità sinistrorsa).
Il nome fu coniato da Edoardo Amaldi durante una conversazione con Enrico Fermi all'Istituto di fisica di via Panisperna a Roma, come diminutivo scherzoso della parola neutrone, altra particella neutra molto più massiccia. Il termine fu poi adottato da Fermi in una conferenza a Parigi nel luglio 1932 e al congresso Solvay del 1933, dove fu utilizzato anche da Wolfgang Pauli, e da lì si diffuse nella comunità scientifica internazionale.
I neutrini sono soggetti solo all'interazione debole e all'interazione gravitazionale, non risentendo né dell'interazione forte né dell'interazione elettromagnetica. A lungo considerato privo di massa, per quanti sforzi sperimentali siano stati fatti finora, non è stata ancora misurata una massa diversa da zero per il neutrino benché si abbia la prova che tale massa non sia nulla. Per i tre tipi di neutrino conosciuti sono stati posti soltanto dei limiti superiori al valore che la massa potrebbe avere (si faccia riferimento alla tabella sottostante che riporta i neutrini del Modello Standard).
È tuttora ignoto se il neutrino sia uguale alla sua antiparticella, l'antineutrino; se così fosse il neutrino sarebbe un fermione di Majorana.

## Scoperta del neutrino
L'esistenza del neutrino venne postulata nel 1930 da Wolfgang Pauli per spiegare lo spettro continuo del decadimento beta. Fu studiato anche da Enrico Fermi nel 1934 ma scoperto solo 22 anni dopo, nel 1956, dai fisici Clyde Cowan e Fred Reines nel corso di un noto esperimento eseguito al reattore a fissione di Savannah River, che mostrò reazioni indotte proprio da neutrini liberi.
L'interesse di porre tutto l'apparato presso questo tipo di reattore è che esso è una fonte molto importante di antineutrini: durante la fissione nucleare si sviluppano molti neutroni, i quali decadono emettendo antineutrini.
{\displaystyle n\rightarrow p^{+}+e^{-}+{\bar {\nu }}_{e}}     [ΔE = Δm·c2 = (mn-mp-me-mν)·c2 ≈ +0,782 MeV]
L'apparato sperimentale era costituito da un bidone di 200 litri d'acqua mescolata a cloruro di cadmio, in modo da poter sfruttare la reazione inversa del decadimento del neutrone:
{\displaystyle {\bar {\nu }}_{e}+p^{+}\rightarrow n+e^{+}}     [ΔE = Δm·c2 = (mν+mp-mn-me)·c2 ≈ -1,804 MeV]
con creazione di un neutrone e di un positrone. Questa reazione nucleare, a differenza del decadimento del neutrone mostrato sopra, è endotermica: occorre un neutrino sufficientemente veloce, tale che l'energia disponibile nel centro di massa all'impatto superi almeno 1,8 MeV.
Data la scarsa sezione d'urto del processo è chiaro che serve una grande quantità di protoni (cioè di acqua) per avere un segnale utile.
Il positrone si annichila con un elettrone presente nell'apparato, dando luogo a due fotoni, ciascuno di 0,511 MeV (equivalente energetico della massa a riposo dell'elettrone) diretti in versi opposti (conservazione della quantità di moto nel decadimento del positronio formatosi); il neutrone prodotto viene moderato dall'acqua e assorbito dal cadmio, il quale, dopo l'assorbimento, si trova in uno stato eccitato ed emette, quindi, un fotone.
Il segnale ricercato, quindi, è composto da due fotoni di energia uguale in coincidenza temporale, seguiti da un fotone di energia molto maggiore a breve distanza di tempo.
L'alto flusso disponibile permetteva di avere due rivelazioni all'ora ed il fondo calcolato per questo esperimento era molto minore di questo valore.
L'esperimento si rivelò, quindi, concludente.

## Il neutrino nel Modello Standard
| Fermione                  | Simbolo                               | Massa                     |
| Generazione 1 (elettrone) | Generazione 1 (elettrone)             | Generazione 1 (elettrone) |
| ------------------------- | ------------------------------------- | ------------------------- |
| Neutrino elettronico      | {\displaystyle \nu _{e}}              | < 2,2 eV                  |
| Antineutrino elettronico  | {\displaystyle {\bar {\nu }}_{e}}     | < 2,2 eV                  |
| Generazione 2 (muone)     |                                       |                           |
| Neutrino muonico          | {\displaystyle \nu _{\mu }}           | < 170 keV                 |
| Antineutrino muonico      | {\displaystyle {\bar {\nu }}_{\mu }}  | < 170 keV                 |
| Generazione 3 (tau)       |                                       |                           |
| Neutrino tauonico         | {\displaystyle \nu _{\tau }}          | < 15,5 MeV                |
| Antineutrino tauonico     | {\displaystyle {\bar {\nu }}_{\tau }} | < 15,5 MeV                |

Poiché il neutrino interagisce debolmente, quando si muove attraverso la materia le sue possibilità di interazione sono molto piccole. Occorrerebbe un ipotetico muro in piombo spesso un anno luce per bloccare la metà dei neutrini che lo attraversano. I rivelatori di neutrini di solito contengono centinaia di tonnellate di materiale, costruito in modo tale che pochi atomi al giorno interagiscano con i neutrini entranti. In una supernova collassante, la densità del nucleo diventa abbastanza alta (1014 g/cm³) da intercettare parte dei neutrini prodotti.
Esistono tre tipi differenti di neutrino: il neutrino elettronico νe, il neutrino muonico νμ e il neutrino tauonico ντ, in diretta relazione rispettivamente con i leptoni del modello standard (elettrone, muone e tauone). L'esistenza di tre famiglie di neutrini è stata misurata al Large Electron-Positron Collider. In particolare, la misura della larghezza di decadimento del bosone Z ha stabilito che esistono tre tipi di neutrini aventi massa minore di 45 GeV e che interagiscano debolmente.
La gran parte dell'energia di una supernova collassante viene irradiata in forma di neutrini, prodotti quando i protoni e gli elettroni del nucleo si combinano a formare neutroni. Questa reazione produce un flusso considerevole di neutrini. La prima prova sperimentale di questo fatto si ebbe nel 1987, quando vennero rilevati i neutrini provenienti dalla supernova 1987a.

## La massa dei neutrini e le sue conseguenze
Nell'ambito del Modello Standard (MS), si ipotizza che i neutrini esistano e che siano privi di massa. Tuttavia, esperimenti recenti suggeriscono che ciò sia falso. Infatti, flussi di neutrini possono oscillare tra i tre autostati di interazione, in un fenomeno conosciuto come oscillazione dei neutrini (che fornisce una soluzione al problema dei neutrini solari e a quello dei neutrini atmosferici). Questo, inevitabilmente, induce a modificare il MS, introducendo dei termini nuovi per soddisfare la richiesta che i neutrini siano particelle dotate di massa, come teorizzato dal fisico Ettore Majorana.
Alcuni anni fa si pensava che i neutrini potessero essere ritenuti responsabili per la materia oscura, tuttavia con l'attuale conoscenza della loro massa si sa che possono contribuire solo per una frazione piccolissima, questo è comunque un passo avanti verso la comprensione dei componenti della materia oscura.
Un'estensione del Modello Standard che spiega la massa dei neutrini è il meccanismo seesaw.

## Rivelatori di neutrini
Esistono diversi tipi di rivelatori di neutrini. Ogni tipo consiste di grosse quantità di materiale (necessarie a causa dell'elevata penetratività dei neutrini) posto in cave sotterranee che hanno lo scopo di schermare la radiazione cosmica.
- I rivelatori al cloro consistono di serbatoi riempiti di tetracloruro di carbonio (CCl4). In questi rivelatori un neutrino converte un atomo di cloro in uno di argon secondo la reazione

{\displaystyle \nu _{e}+^{37}Cl\to ^{37}Ar+e^{-}}
Il fluido viene periodicamente purgato con dell'elio che rimuove l'argon. La quantità di atomi di argon prodotta viene misurata tramite l'attività radioattiva del gas estratto (l'isotopo 37 dell'argon decade in cloro con un'emivita di 35 giorni). Lo svantaggio di questi rivelatori consiste nel fatto che non è possibile determinare la direzione del neutrino incidente, né la sua energia: l'unica informazione è il flusso medio, per di più su periodi dell'ordine del mese. Fu il rivelatore al cloro di Homestake, Dakota del Sud, contenente 520 tonnellate di CCl4, che rilevò per primo il deficit di neutrini provenienti dal sole e portò al problema dei neutrini solari. Questo tipo di rivelatore è sensibile solo ai neutrini elettronici νe. L'energia di soglia della reazione utilizzata in questi rivelatori (la minima energia che il neutrino incidente deve possedere per essere rivelato) è pari a 814 keV.
- I rivelatori al gallio sono simili a quelli al cloro dal punto di vista del funzionamento, ma più sensibili ai neutrini a bassa energia. Si basano sulla reazione

{\displaystyle \nu _{e}+^{71}Ga\to ^{71}Ge+e^{-}}
Anche in questo caso non si ottengono informazioni sulla direzione del neutrino. Tra questi rivelatori vale la pena di citare quelli utilizzati nell'esperimento GALLEX, poi diventato GNO, realizzato in Italia nei Laboratori Nazionali del Gran Sasso dell'INFN, situati nel traforo del Gran Sasso d'Italia.
- I rivelatori ad acqua pura come il Super-Kamiokande contengono una grande massa d'acqua, circondata da rivelatori di luce detti "tubi fotomoltiplicatori". In questi rivelatori, il neutrino trasferisce parte della sua energia ad un elettrone, che in seguito all'urto si muove più velocemente di quanto faccia la luce in acqua (ma in ogni caso non più velocemente della luce nel vuoto). Questo genera una emissione ottica (in luce visibile), conosciuta come radiazione Čerenkov che può essere rivelata dai tubi fotomoltiplicatori. Questo rivelatore ha il vantaggio che il neutrino viene registrato in tempo reale ed è possibile raccogliere informazioni sulla sua traiettoria, andando a costruire una vera e propria mappa del cielo visto in neutrini. Fu questo tipo di rivelatore che registrò il flusso di neutrini provenienti dalla Supernova 1987a. Questo rivelatore è sensibile a tutti i tipi di neutrino, anche se con sezioni d'urto diverse (maggiori di un fattore 6 per i neutrini elettronici rispetto agli altri). Uno svantaggio di questo tipo di rivelatori consiste nell'elevata soglia (circa 5 MeV) in energia, dovuta all'impossibilità di rivelare l'emissione da elettroni colpiti da neutrini d'energia troppo bassa.
- I rivelatori ad acqua pesante usano tre tipi di reazione per rivelare i neutrini. La prima è la stessa dei rivelatori ad acqua pura. La seconda implica la collisione del neutrino con un atomo di deuterio, con il conseguente rilascio di un elettrone. Nella terza il neutrino spezza in due l'atomo di deuterio. I risultati di queste reazioni vengono rivelati dai "tubi fotomoltiplicatori". Questo tipo di rivelatore opera al Sudbury Neutrino Observatory ed è in grado di rivelare tutti e tre i tipi di neutrino.
- L'esperimento OPERA invece si prefigge lo scopo di osservare direttamente il fenomeno di oscillazione (Neutrino Appearance) di neutrini di tipo muonico {\displaystyle \nu _{\mu }} in neutrini di tipo tauonico {\displaystyle \nu _{\tau }}. I neutrini muonici vengono prodotti dal progetto CNGS presso il CERN di Ginevra (Svizzera) ed inviati verso il sito dell'esperimento OPERA ai Laboratori Nazionali del Gran Sasso. L'esperimento è composto da due supermoduli formati da un bersaglio e da uno spettrometro magnetico. Il bersaglio è composto da piani di scintillatori plastici, tra i quali sono inseriti dei mattoncini formati da pile di fogli di piombo (1 mm di spessore) e lastre di emulsione fotografica (grani del diametro di 1 micron). Quando un neutrino di tipo tau interagisce con un mattoncino del bersaglio, la particella tau prodotta viaggia per un breve tragitto nel bersaglio stesso (una frazione di millimetro, tipicamente) e successivamente decade in particelle più leggere, per esempio un muone ed una coppia di neutrini. L'analisi al microscopio delle tracce lasciate sulle emulsioni fotografiche dalle particelle cariche permette di ricostruire i vertici (primario e secondario) dell'evento. La massa di OPERA è di circa 1250 tonnellate. In cinque anni di presa dati, OPERA prevede di misurare un piccolo numero di tali eventi (circa 10-20, in funzione della differenza di massa tra i due tipi di neutrino) ma con una contaminazione dovuta al fondo estremamente bassa.
- A Los Alamos, Stati Uniti, il Liquid Scintillator Neutrino Detector (LSND) ha raccolto in sei anni di attività dati che offrono ulteriori prove a favore della teoria dell'oscillazione dei neutrini. In particolare, i dati suggeriscono che gli antineutrini muonici possono oscillare diventando antineutrini elettronici.[10] Tale risultato è stato smentito dal successivo esperimento MiniBooNE[11][senza fonte].[12]
- Presso il Fermilab dal 1997 è stato avviato l'esperimento BooNE (acronimo di Booster Neutrino Experiment). Il primo esperimento rivelatore di neutrini è stato effettuato nel settembre 2002, e il primo esperimento per rivelatore di anti-neutrini è stato effettuato nel gennaio 2006.[13]

### Dimensioni del neutrino
Nelle misure del 2024 effettuate nel decadimento radioattivo del berillio-7, che si trasforma per cattura elettronica in litio-7 con emissione di un neutrino, è stato osservato che, quando il neutrino si distacca dal nucleo del litio, esso ha una dimensione di 6,2 picometri, 1.000 volte più grande del nucleo stesso.

## Oscillazione del sapore

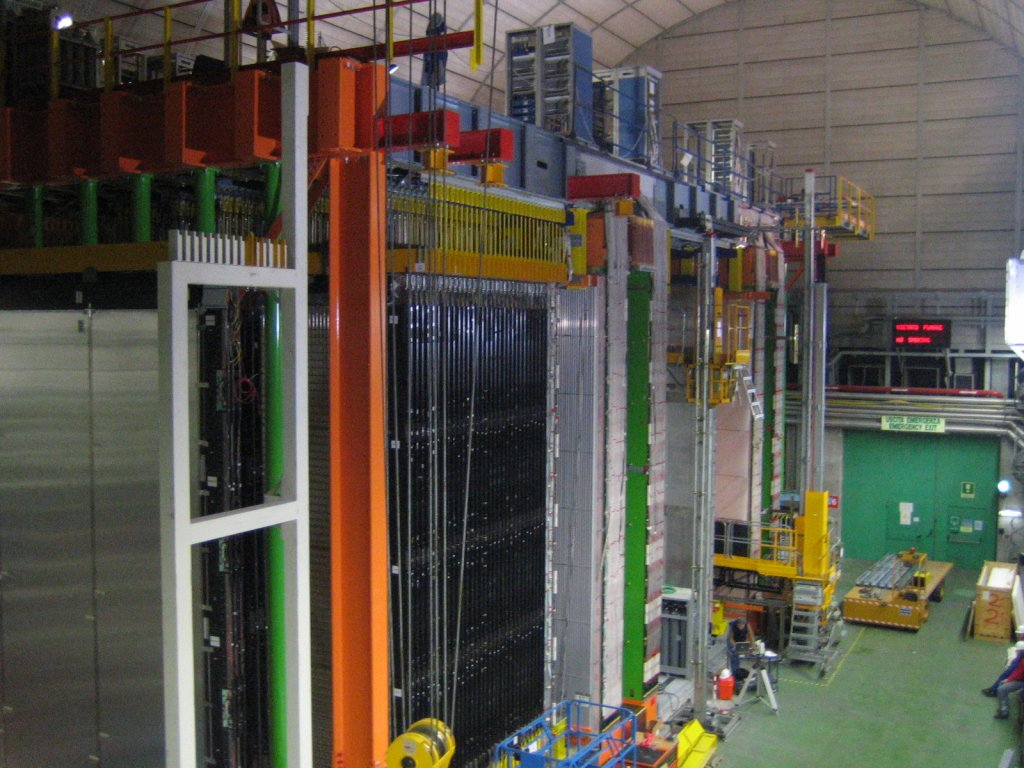
Il rivelatore dell'esperimento OPERA nel laboratorio del Gran Sasso.

Da diversi esperimenti effettuati da numerose collaborazioni internazionali (tra le quali si possono citare Super-Kamiokande, Sudbury Neutrino Observatory e KamLAND), è emersa l'evidenza del fenomeno noto come "oscillazione di sapore" dei neutrini, un fenomeno che fa mutare la particella da una "famiglia" ad un'altra, suggerendo che questa particella possegga una massa, così come già teorizzato dal fisico Bruno Pontecorvo nel 1957.
I neutrini esistono in tre "sapori" conosciuti, i muonici, gli elettronici e i tauonici, assieme ai loro antineutrini. Per il calcolo delle loro proporzioni si osserva una notevole differenza fra valori teorici e sperimentali; ad esempio sulla Terra si sono registrati solo 1/3 dei neutrini che si pensa possano essere emessi dalle reazioni nucleari del Sole. Come possibile soluzione al problema dei neutrini solari, era stato teorizzato che i neutrini mancanti fossero quelli elettronici, che si erano trasformati in muonici, impossibili da osservare nei rivelatori dedicati alla misura.
Dall'anno 2007 è stato eseguito un esperimento a distanza per provare questa teoria; il CERN a Ginevra genera neutrini muonici e li spara in direzione del laboratorio INFN del Gran Sasso. Su miliardi di miliardi di neutrini lanciati dal CERN e arrivati ai laboratori dell'INFN dal 2007, nel 2010 è stato osservato dagli scienziati un primo neutrino che ha oscillato da muonico a tau ma il risultato è sufficiente per suggerire fortemente che i neutrini abbiano una massa e che possano oscillare passando da un sapore a un altro. Ulteriori ricerche confermano le oscillazioni di sapore del neutrino.
Nel 2012 l'esperimento OPERA del Gran Sasso ha osservato per la seconda volta una oscillazione di sapore del neutrino muonico in neutrino tauonico. Le oscillazioni osservate da neutrino muonico a neutrino elettronico, al 6 giugno 2012, sono state invece 19.
Oggi possiamo affermare di essere entrati nell'era della neutrino astronomia, grazie ai "telescopi" di neutrini come IceCube, un rivelatore con un volume di 1 km cubo posto fra i ghiacci del Polo Sud. IceCube ha osservato i primi neutrini extraterrestri e grazie a loro si potrà capire meglio cosa accade in zone remote dell'universo. Difatti i neutrini sono ottimi messaggeri cosmici poiché hanno scarsa probabilità di interagire con l'ambiente circostante e per questo trasportano intatte le informazioni dal posto in cui vengono creati fino a noi sulla Terra.
Nel Modello Standard i neutrini sono pensati privi di massa, per cui l'esito di questo esperimento implica la necessità di modificare la teoria, fornendo nuove spiegazioni e iniziando nuove ricerche con tutte le possibili implicazioni in cosmologia, nell'astrofisica e nella fisica delle particelle. Sono state proposte varie estensioni del Modello Standard al fine di tenere conto della massa dei neutrini; uno di queste è il meccanismo seesaw.

## Anomalia nell'esperimento OPERA sulla velocità dei neutrini
Nel settembre 2011 i ricercatori dell'esperimento OPERA affermarono di aver trovato un'anomalia nella misura della velocità dei neutrini che sembrava essere maggiore di quella della luce, ma successivi controlli, pubblicati nel marzo 2012, hanno portato i ricercatori ad affermare che tale anomalia è giustificata dalla presenza di due errori sistematici nell'apparato sperimentale. Un libro pubblicato nel 2017 traccia con grande dettaglio gli avvenimenti che hanno indotto in errore la collaborazione OPERA.